# Comuna Niculești, Dâmbovița
Niculești (în trecut, Poenarii Vulpești) este o comună în județul Dâmbovița, Muntenia, România, formată din satele Ciocănari, Movila și Niculești (reședința).

## Așezare
Comuna se află în sud-estul județului, aproape de limita cu județul Ilfov și este traversată de șoselele județene DJ101A și DJ101B, care o leagă spre vest de Lucianca și DN1A, respectiv spre est de Periș, Tâncăbești și DN1.

## Demografie
Componența etnică a comunei Niculești
     Români (91,23%)
     Alte etnii (1,71%)
     Necunoscută (7,07%)
Componența confesională a comunei Niculești
     Ortodocși (86,15%)
     Adventiști (3,59%)
     Alte religii (2,53%)
     Necunoscută (7,74%)
Conform recensământului efectuat în 2021, populația comunei Niculești se ridică la 4.627 de locuitori, în scădere față de recensământul anterior din 2011, când fuseseră înregistrați 4.964 de locuitori. Majoritatea locuitorilor sunt români (91,23%), cu o minoritate de maghiari (0,06%), iar pentru 7,07% nu se cunoaște apartenența etnică. Din punct de vedere confesional, majoritatea locuitorilor sunt ortodocși (86,15%), cu minorități de adventiști (3,59%) și altele (1,36%), iar pentru 7,74% nu se cunoaște apartenența confesională.

## Politică și administrație
Comuna Niculești este administrată de un primar și un consiliu local compus din 13 consilieri. Primarul, Dorinel Soare[*], de la Partidul Social Democrat, este în funcție din 1990. Începând cu alegerile locale din 2024, consiliul local are următoarea componență pe partide politice:
|  | Partid                          | Consilieri | Componența Consiliului | Componența Consiliului | Componența Consiliului | Componența Consiliului | Componența Consiliului | Componența Consiliului | Componența Consiliului | Componența Consiliului | Componența Consiliului | Componența Consiliului |
|  | ------------------------------- | ---------- | ---------------------- | ---------------------- | ---------------------- | ---------------------- | ---------------------- | ---------------------- | ---------------------- | ---------------------- | ---------------------- | ---------------------- |
|  | Partidul Social Democrat        | 10         |                        |                        |                        |                        |                        |                        |                        |                        |                        |                        |
|  | Partidul Național Liberal       | 2          |                        |                        |                        |                        |                        |                        |                        |                        |                        |                        |
|  | Alianța pentru Unirea Românilor | 1          |                        |                        |                        |                        |                        |                        |                        |                        |                        |                        |

## Istorie
La sfârșitul secolului al XIX-lea, comuna purta numele de Poenari-Vulpești, făcea parte din plasa Snagov a județului Ilfov și avea în compunere satele Ciocănari, Movila, Poenari-Niculescu, Poenari-Vulpești și Poenari-Polizu, cu o populație totală de 1454 de locuitori, ce trăiau în 323 de case și 10 bordeie, fiind în mare parte romi lingurari. În comună funcționau 2 biserici la Movila și Poenari-Niculescu, o școală mixtă și o moară de apă.
În 1925, comuna este consemnată în Anuarul Socec în aceeași componență, în plasa Buftea-Bucoveni a aceluiași județ, și cu o populație de 2239 locuitori.
În 1950, a fost transferată la raionul Răcari și apoi (după 1960) la raionul Buftea din regiunea București. În 1968, la reînființarea județelor, comuna a revenit la județul Ilfov, tot atunci luând denumirea de Niculești. În 1981, o reorganizare administrativ-teritorială a regiunii a dus la transferarea comunei la județul Dâmbovița.